# Derrick Rossi

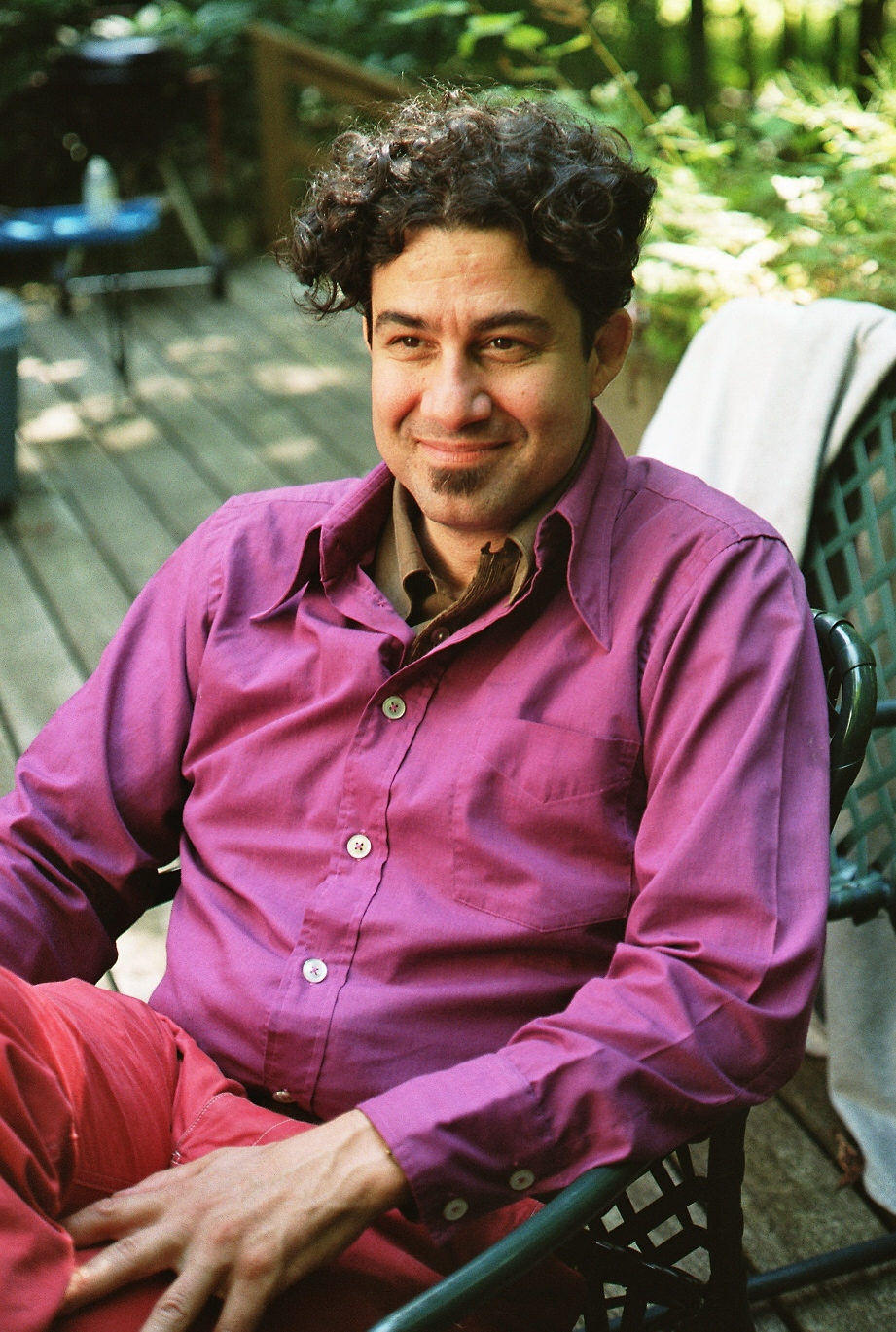
Derrick Rossi (2008)

Derrick J. Rossi (* 5. Februar 1966) ist ein in den USA lebender kanadischer Zellbiologe und Unternehmer. Er gründete unter anderem das Biotechnologieunternehmen Moderna und ist derzeit CEO von Convelo Therapeutics.

## Leben
Derrick Rossi wurde als jüngstes von fünf Kindern einer maltesischen Einwandererfamilie geboren. Sein Vater Fred arbeitete in einer Karosseriewerkstatt, seine Mutter Agnes war Miteigentümerin einer maltesischen Bäckerei. Rossi besuchte die Dr. Norman Bethune High School in Scarborough und studierte danach Molekulargenetik an der University of Toronto. 2003 promovierte er an der Universität Helsinki. Von 2003 bis 2007 war Rossi als Postdoc an der Stanford University im Labor von Irving Weissman tätig. Danach forschte Rossi als Assistant Professor am Stem Cell and Regenerative Biology Department an der Harvard Medical School, war an der Harvard University tätig und wirkte am Boston Children’s Hospital. 2018 zog sich Rossi von seinen Verpflichtungen in Harvard zurück und ist seither unternehmerisch tätig.
Rossi war an der Entstehung mehrerer Biotech-Unternehmen beteiligt: 2010 gründete Rossi Moderna, dessen mRNA-Impfstoff in der EU als zweites Vakzin gegen COVID-19 zugelassen wurde. 2014 zog sich Rossi von seinen Funktionen als Aufsichtsratsmitglied und wissenschaftlicher Berater von Moderna zurück. Rossi war 2015 einer der wissenschaftlichen Mitbegründer des Pharmaunternehmens Intellia Therapeutics, das mit Hilfe der CRISPR/Cas-Methode neue Medikamente zur Behandlung genetisch bedingter Erkrankungen entwickelt. Das von Rossi 2016 mitbegründete Unternehmen Magenta Therapeutics arbeitet am Einsatz von Stammzellentransplantation, um das Immunsystem bei Autoimmunerkrankungen, Leukämie und genetisch bedingten Erkrankungen zurückzusetzen. Ebenfalls beteiligt war er an der Gründung von Stelexis Therapeutics, das sich der Entwicklung medikamentöser Behandlungsmöglichkeiten von kanzerösen Stammzellen widmet. Rossi ist Präsidiumsmitglied der gemeinnützigen New Yorker Stammzellen-Stiftung New York Stem Cell Foundation.
Derrick Rossi ist mit der finnischen Biologin Nina Korsisaari verheiratet und Vater dreier Töchter. Rossi wurde 2010 vom Time Magazine als bedeutende Persönlichkeit (People Who Mattered) genannt und 2011 als eine der 100 einflussreichsten Personen (Time 100) gelistet.

## Forschung
Rossi entwickelt neue therapeutische Ansätze mithilfe von biotechnologischen Verfahren und leistet damit wichtige Beiträge im Bereich der regenerativen Medizin. Als Forscher beschäftigte er sich mit verschiedenen Aspekten der Stammzellenbiologie. Aufgrund ethischer Bedenken bezüglich der Nutzung von Stammzellen griff Rossi auf die von Katalin Karikó und Drew Weissman erzielten Forschungsergebnisse zur mRNA zurück und entwickelte diese weiter. Für die konkrete Umsetzung in Medikamente und Impfungen konnte er bedeutende Investoren gewinnen und in weiterer Folge Moderna gründen.
2021 wurde Rossi mit dem Prinzessin-von-Asturien-Preis in der Kategorie „Wissenschaftliche Forschung“ ausgezeichnet. 2024 wurde er zum Mitglied der National Academy of Engineering gewählt.

## Schriften (Auswahl)
- Warren L., Manos P.D., Ahfeldt T., Loh Y.-H., Li H., Lau F., Ebina W., Mandal P.K., Smith Z.D., Meissner A., Daley G.Q., Brack A.S., Collins J.J., Cowan C., Schlaeger T.M., Rossi D.J. Highly efficient reprogramming to pluripotency and directed differentiation of human cells with synthetic modified mRNA. In: Cell Stem Cell. Band 7, Ausgabe 5, 5. November 2010, S. 618–630.
- Deficiencies in DNA damage repair limit the function of haematopoietic stem cells with age in: Nature 447, 725–729 (2008).
- Somatic coding mutations in human induced pluripotent stem cells in: Nature 471, 63–67 (2011).